# Bouleau
Betula
Pour les articles ayant des titres homophones, voir Boulaud, Boulo et Boulot.
Pour les articles homonymes, voir Bouleau (homonymie).
 (mars 2021).
Genre
Classification phylogénétique
Les bouleaux  (Betula) forment un genre de plantes à fleurs de la famille des bétulacées. La plupart des espèces sont des arbres ; quelques-unes, comme Betula nana, sont des chaméphytes.
Les bouleaux poussent en général sur les terres pauvres et souvent siliceuses, jusqu'à 2 000 m d'altitude, ainsi que dans les régions arctiques. Les bouleaux sont des plantes pionnières qui constituent souvent la première formation arborée lors de la reconquête ou de la colonisation de landes par la forêt. Ils apprécient les sols plutôt acides et humides. Les bouleaux forment des futaies appelées boulaies  ou boulinières ou encore des bétulaies.
Il existe quatre espèces de bouleaux en Europe, dont deux arbres largement répandus : Betula pendula, le bouleau verruqueux, et Betula pubescens, le bouleau pubescent, et deux arbrisseaux des régions arctiques : Betula nana, le bouleau nain, et Betula humilis. De nombreuses autres espèces se rencontrent en Asie et en Amérique du Nord.
En climat tempéré, les bouleaux vivent peu de temps (trente à quarante ans), mais plus au nord (Suède, Finlande, Russie, etc.), ils peuvent vivre jusqu’à cent ans et plus.
Cet arbre à feuilles caduques de la famille des Betulaceae fleurit d'avril à mai. Le bouleau est très connu pour son écorce blanche, lisse et brillante, ses petites feuilles colorées de teintes vert clair au printemps et jaune à l’automne. Sa couleur blanche est due à la bétuline (en), son principal constituant. Le branchage a un port souvent dressé et relativement aéré, filtrant la lumière en été sans la bloquer. Le bouleau est donc considéré comme un bel arbre d'ornement et ses caractéristiques lui permettent de s'adapter à tous les types de jardins. Ses inflorescences sont des chatons allongés de 10 cm de longueur, dressés puis pendants pour les mâles et de 3 cm dressés pour les femelles. Ses fruits sont des samares groupées en chatons. Cet arbre à l'écorce blanche écaillée peut atteindre 20 à 30 m de hauteur et jusqu'à 60 cm de diamètre à la base. Les racines des bouleaux sont peu profondes. On attribue à sa sève, ainsi qu'à son écorce, de nombreuses propriétés médicinales et autres,,,.

## Étymologie
Le terme bouleau procède de l'ancien pluriel du mot boulel (jadis un boulel, des bouleaux). L'ancien français boulel est le diminutif de l'ancien français boul, bououl  (cf. un boulay ou une boulaie, « bois, forêt où le bouleau domine »). Le terme boul est issu du latin vulgaire betullus (< latin classique betulla) d'origine probablement celtique (gaulois), sur la base de *betuo-, thématisation de *betu-, dont est issu le nom brittonique du même arbre : breton bezv, gallois bedw et vieil irlandais beithe « bouleau ». *betu-/betto pourrait désigner à l'origine en celtique, la poix (goudron de bouleau) obtenue en chauffant de jeunes arbres pleins de sève et équivalent du latin bitumen. Plus tard, le mot évolue en betun pour désigner une boue en train de se solidifier. Michel Roussillat suggère que le mot bitume et béton tirent tous deux leur origine de ces désignations.
Le catalan et l'occitan ont beç/bès « bouleau », le gascon a bedoth, bedora, l'espagnol abedul, le corse vitullu. La toponymie et l'anthroponymie du sud de la France comptent de nombreux Besse, Bessières (« plantation de bouleaux »), Bèze, voire Besant, qui signifient tous « bois de bouleaux, boulaie ».
Quelques toponymes pourraient tirer leur origine du bouleau : Boul, Bellay, Belloy, Beuley, Bioller, Boulay, Bessat, Bessay, Besseyre…

## Répartition géographique
Le bouleau est une espèce adaptée aux climats tempérés ou froids.

## Le bouleau et l'Homme

### Utilisation

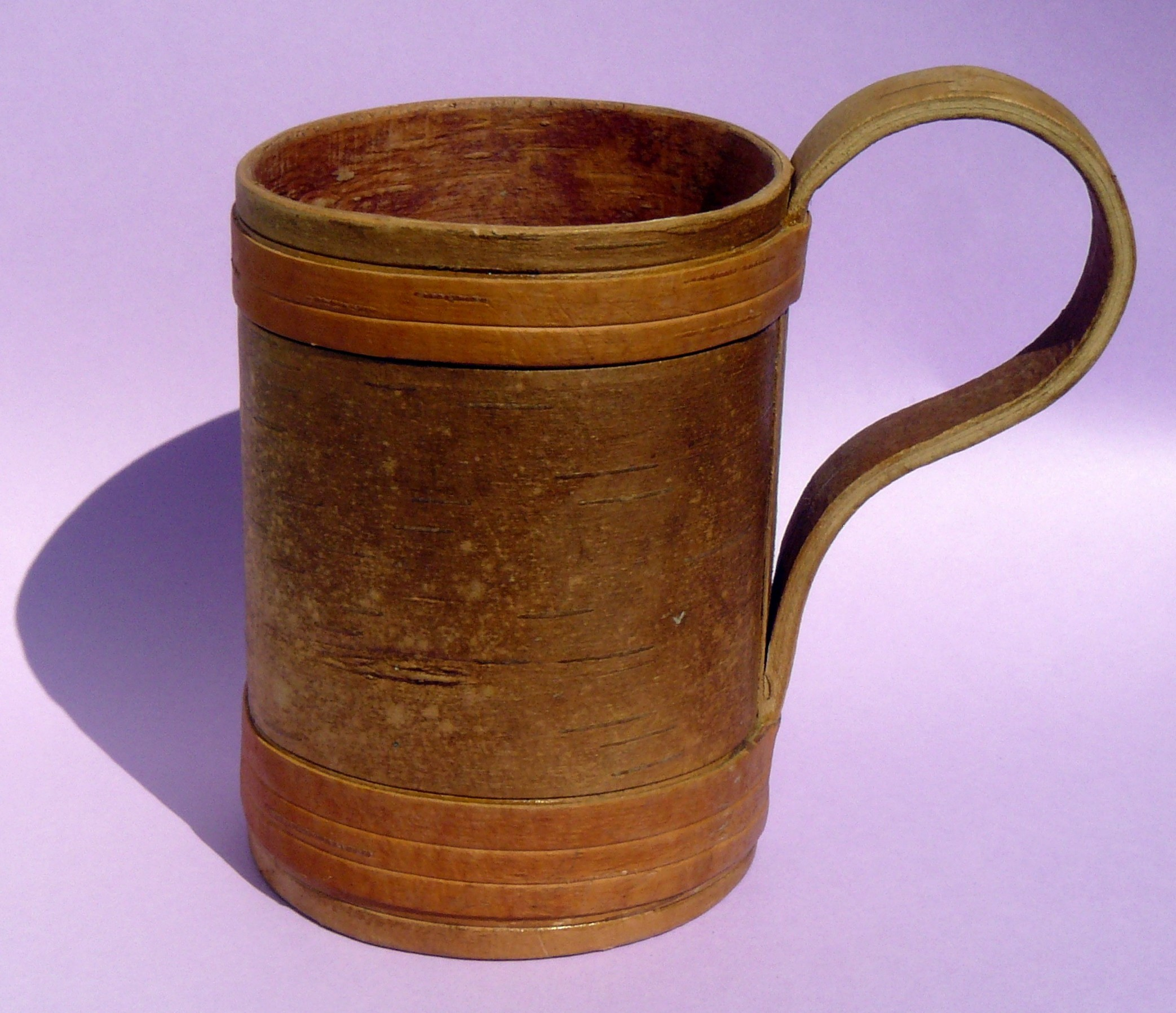
Une chope en écorce de bouleau.

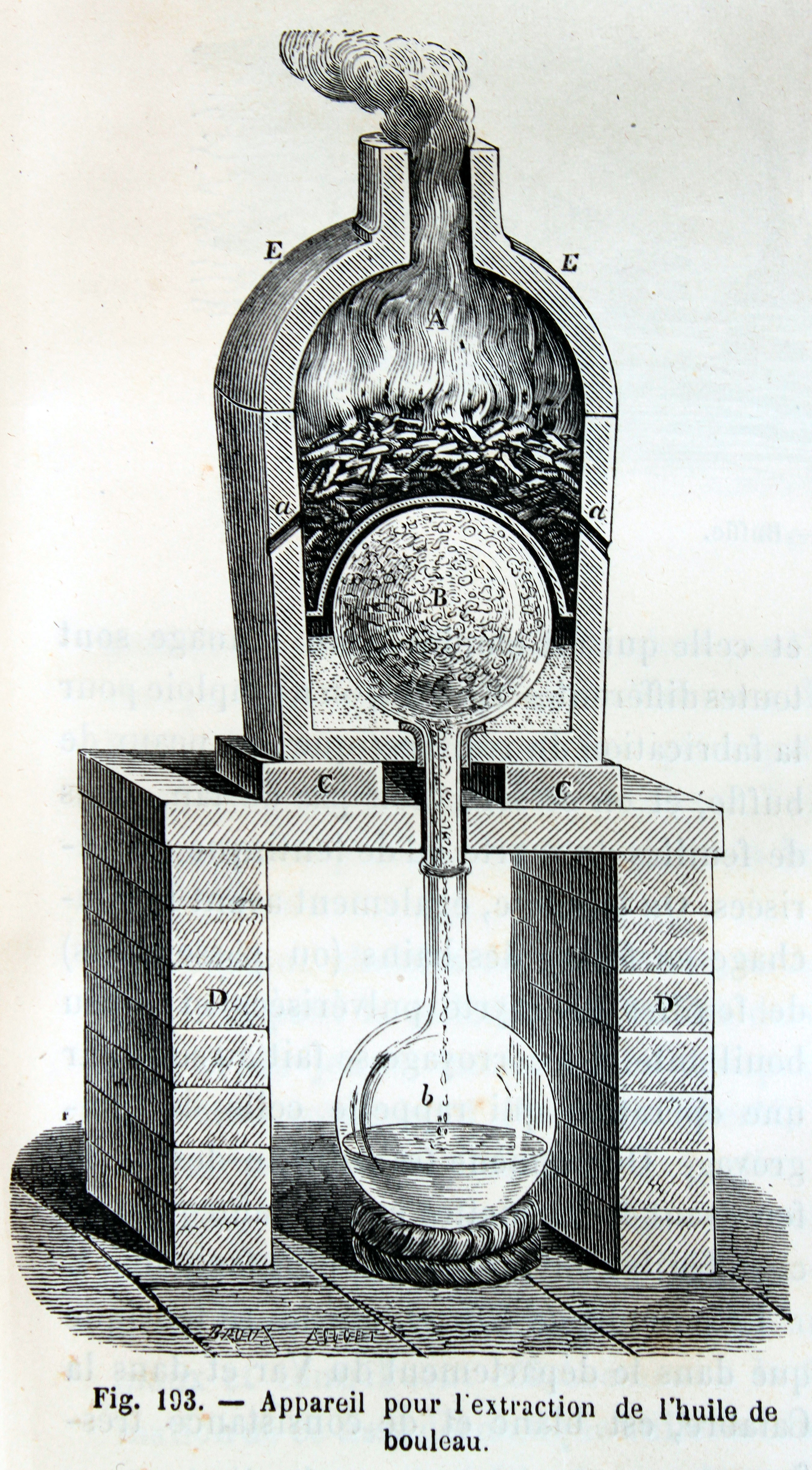
« Appareil pour l'extraction de l'huile de bouleau ».

Le brai ou goudron de bouleau était largement utilisé comme adhésif dès le Paléolithique moyen jusqu'au début du Mésolithique. Les Néandertaliens produisaient du brai par distillation sèche de l'écorce de bouleau il y a 200 000 ans,. 
En Europe du Nord (Scandinavie, Pays baltes, Sibérie), le rhytidome (écorce au sens strict) de bouleau, tressé en lanières, était utilisé à la campagne pour fabriquer des chaussures appelées lapti (лапти) en Russie. En Russie, il a également servi de support d'écriture .
Le bouleau est également un arbre décoratif utilisé dans les parcs et jardins. Il est souvent planté par groupe de trois ou conduit en cépée.

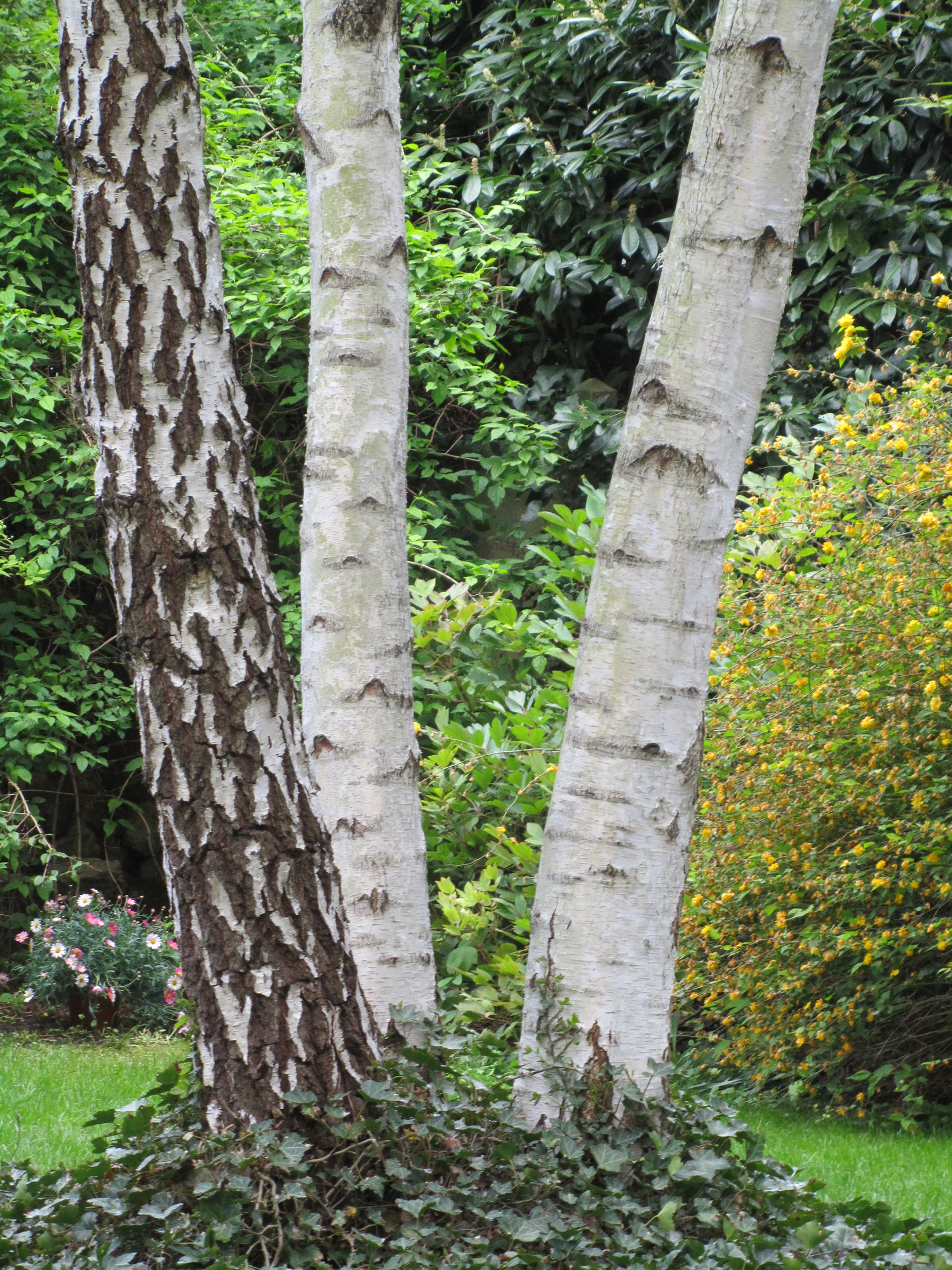
Une cépée de trois bouleaux.

Le bouleau brûle vite sans que sa flamme soit trop chaude et il laisse très peu de cendres. Apprécié des boulangers, c'était le bois de boulange. Des fagots étaient également utilisés pour faire chauffer l'huile de friture (pour par exemple frire les frites), le cuisinier atteignait ainsi rapidement une température suffisante. La vitesse de chauffe et de combustion lui permettait de gérer le rapport entre les temps morts entre les clients et la quantité de bois utilisé. 
L'écorce de bouleau est un amadou efficace et qui brûle bien, connu depuis le Néolithique.
En Europe du Sud où leur croissance est rapide, le bois des bouleaux pubescents et verruqueux est considéré comme de peu de valeur. Dans les pays du Nord où il croît plus lentement, on en tire un bois de belle qualité, d'aspect très blanc, doux et soyeux, qui se travaille et s'imprègne facilement. Ses propriétés mécaniques sont excellentes, son grain est fin et uniforme. C'est un bois considéré comme facile à dérouler.
Le bois du bouleau jaune est utilisé en menuiserie (au Canada sous le nom de merisier et sous le nom de merisier rouge pour le bouleau flexible). On s'en sert afin de réaliser du contre-plaqué à âme d'épicéa. Facile à tourner, le bois de bouleau a permis la fabrication de millions de chaises Windsor en Angleterre. Cependant, ce cas reste isolé. On peut trouver du bouleau dans la fabrication de skis, de raquettes à neige ou encore de toits en Scandinavie. Durant la Deuxième guerre mondiale, ce bois a également été utilisé pour la fabrication de certains avions militaires, en particulier pour le De Havilland DH.98 Mosquito.
En Amérique du Nord, de l'Est du Canada à l'Alaska, on produit à partir de la sève brute du bouleau de l'eau de bouleau, de la bière (Birch beer), du vin, de l'eau-de-vie, du vinaigre et du sirop de bouleau (un sirop édulcorant similaire au sirop d'érable).
Ötzi, l'homme du Néolithique moyen, mort 4 546 ± 15 ans av. J.-C., retrouvé sur un glacier entre l'Autriche et l'Italie, en 1991, détenait des flèches dont la pointe de silex était solidement fixée notamment à l'aide de brai de bouleau. Auparavant, en 1960, des traces de fabrication datant de 43 800 ± 2 100 BP et 48 400 ± 3 700 BP ont été retrouvées en Allemagne à Königsaue près d'Aschersleben, Saxe-Anhalt, Allemagne, ce qui en fait la plus ancienne colle fabriquée par l'homme. Ce même bitume de bouleau servait à calfater les embarcations. Enfin, sur les sites mésolithiques  (10 000 - 5 500 av. J.-C.) de Star Carr, Royaume-Uni ou encore néolithique (5 500 - 2 000 BC) d'Altscherbitz, Saxe, Allemagne, de la poix de bouleau a également été trouvée, portant des empreintes de dents humaines, sans toutefois que l'on sache à quelle fin (technique ou dentaire).
L'huile de poix de bouleau est un répulsif très apprécié pour son efficacité dans les pays scandinaves qui, l'été, sont infestés de moustiques, tout comme l'« essence de népéta », documentée en Iowa, aux États-Unis.  
En France, en 1896, le Journal des connaissances utiles indique dans un article du mois de mars que « les salières suspendues sous le manteau de nos cheminées de cuisine sont en bois de bouleau. Son écorce sert à tanner le cuir et à lui donner une belle couleur jaune... » parmi d'autres usages, son bois est utilisé dans la fabrication de balais, de verges, de sabots tandis que la sève, voire l'écorce, servent de matière première, par exemple au charron pour fabriquer une poix graisseuse mais stable appliquée sur les jantes de roues.

### Vertus médicinales
La sève, les feuilles et l'écorce ont des vertus diurétiques et sont également utilisées dans le traitement des affections cutanées.
En herboristerie, le bouleau a de nombreuses vertus. On utilise les bourgeons ou l'écorce sèche en décoction et les feuilles en infusion comme dépuratif. La sève de bouleau appelée eau de bouleau est également utilisée dans de nombreux pays.
En phytothérapie, on utilise la feuille de bouleau en poudre pour faciliter les fonctions d'élimination rénale et digestive.
Dans le traitement du cancer, l'acide bétulinique, un composé naturel de l'écorce de bouleau, est cytotoxique pour de nombreuses tumeurs,. Un parasite du bouleau, Inonotus obliquus, communément connu sous le nom vernaculaire de Polypore oblique ou de Chaga, présente des vertus particulières.

### Allergies
Le bouleau produit un pollen très allergisant, à peu près 8 % de la population mondiale y étant sensible.

### Symbolique

#### Calendrier celtique
- Le bouleau est le premier arbre du calendrier celtique ; il symbolise la naissance, le renouveau.

#### Calendrier républicain
- Dans le calendrier républicain, le Bouleau était le nom attribué au 7e jour du mois de germinal[26].

### Le bouleau dans l'art

#### Peinture

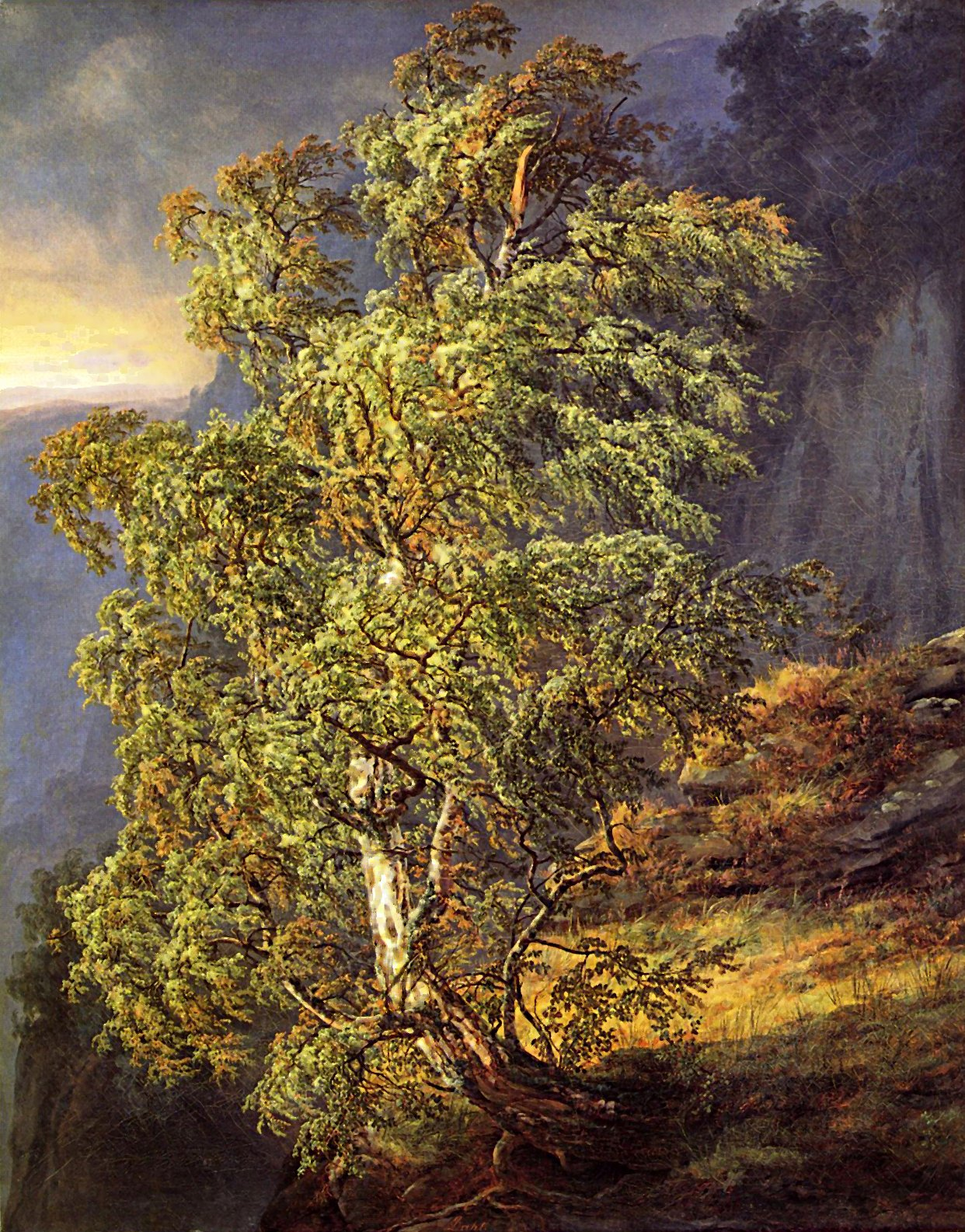
Birk i storm (Johan Christian Dahl, 1849). Musée d'art de Bergen (Norvège).
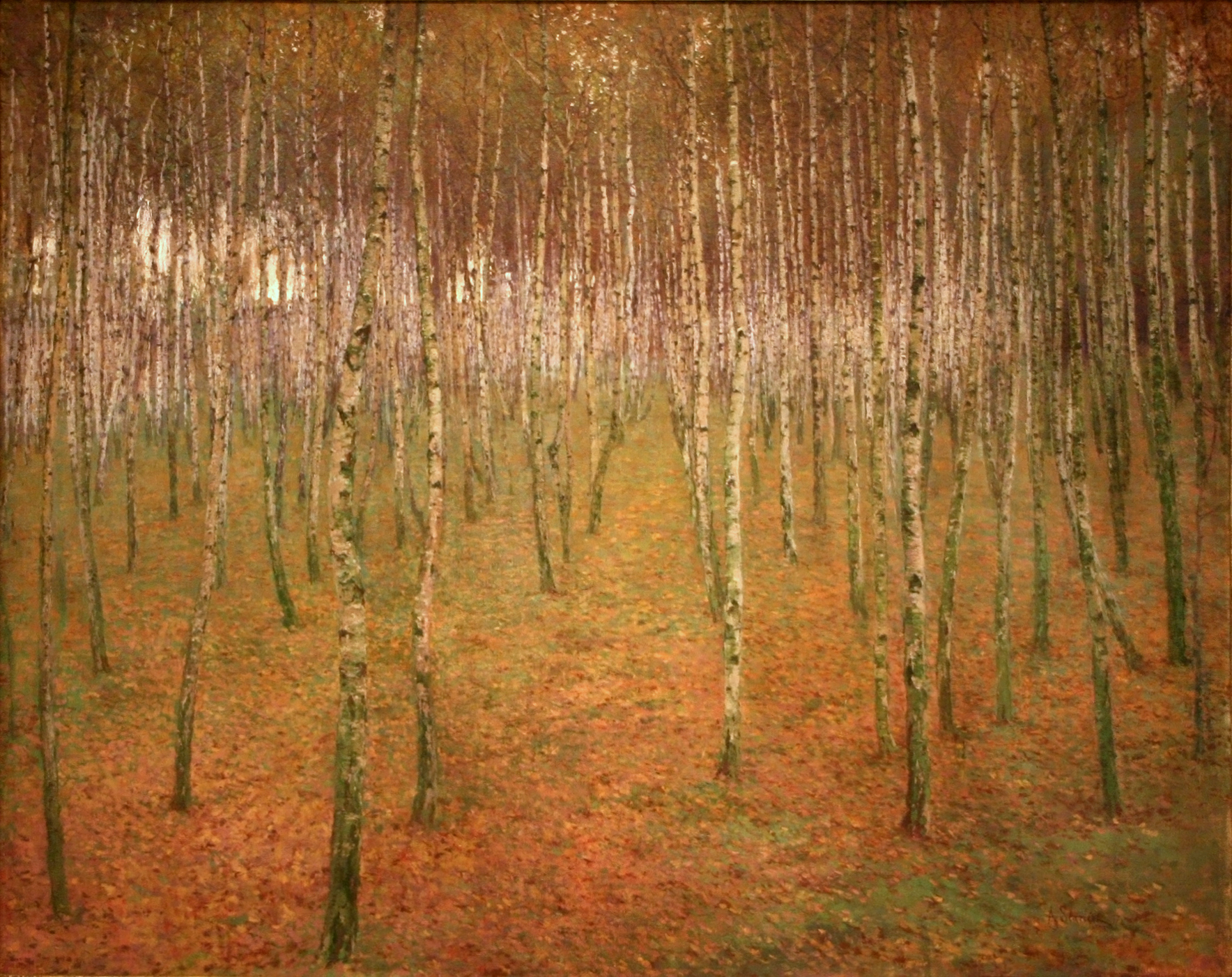
Forêt de bouleaux (Antonín Slavíček, 1897). Galerie nationale de Prague (Tchéquie).
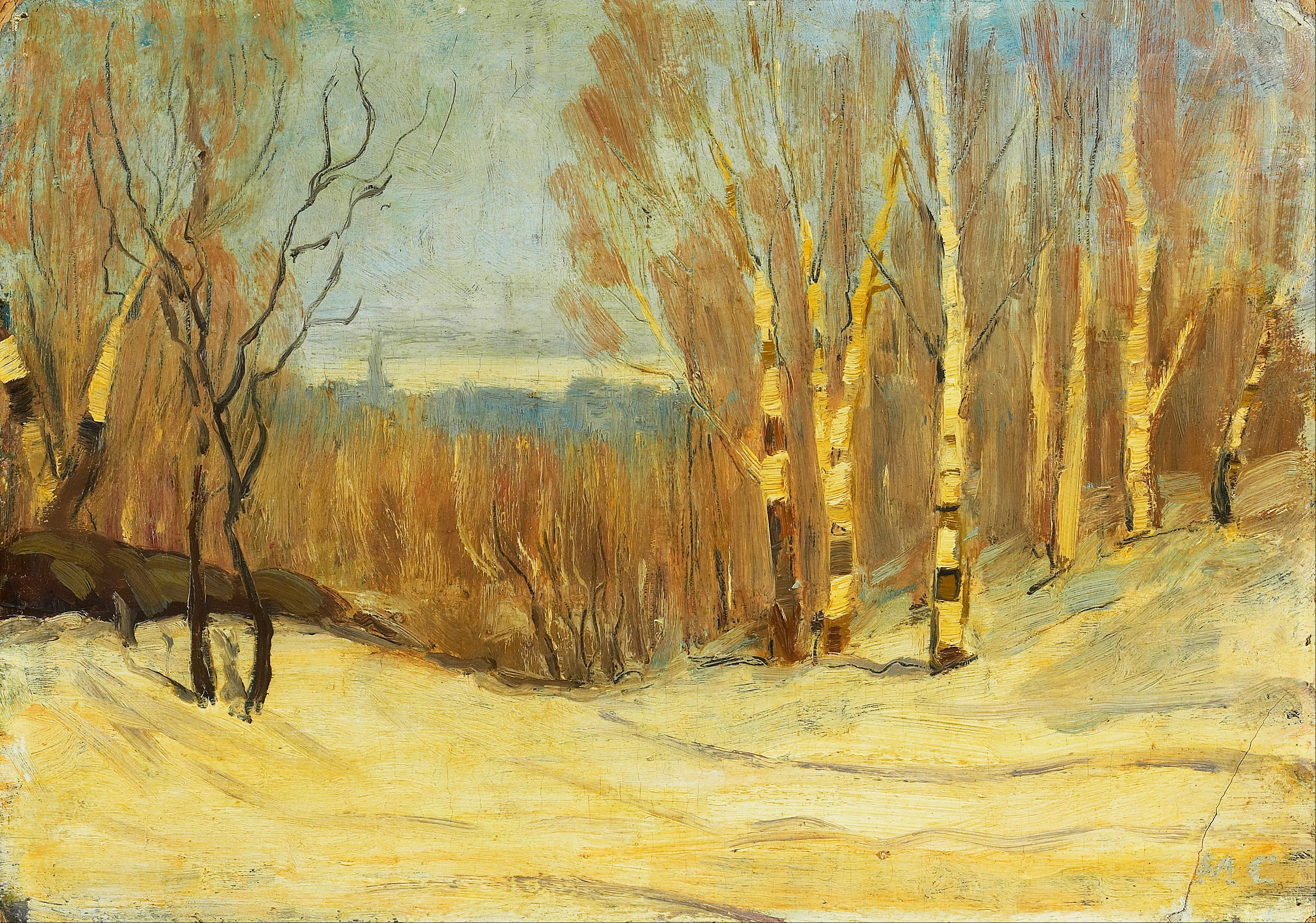
Winter near Montreal (Maurice Cullen, 1891-1901). Musée des beaux-arts de l'Ontario, Toronto (Canada).
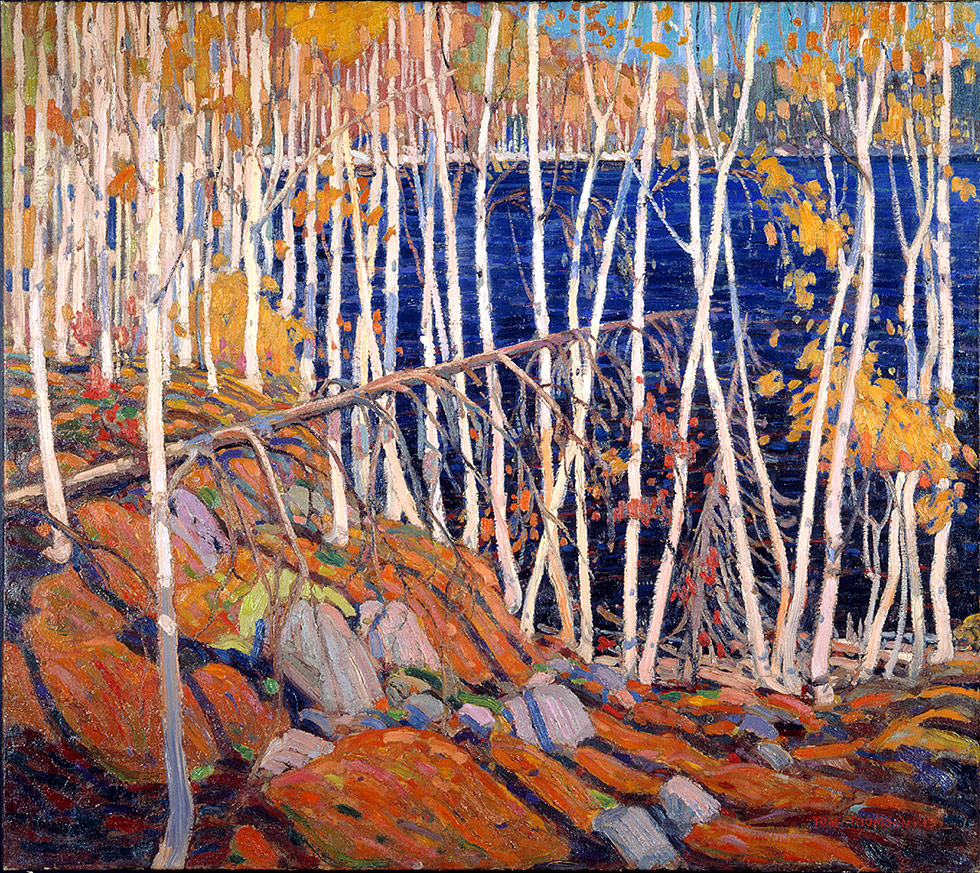
Dans le Nord (Tom Thomson, 1915). Musée des beaux-arts du Canada, Ottawa (Canada).

#### Poésie
Poème de Sergueï Essénine (poète russe, 1913).
| Белая берёза Под моим окном Принакрылась снегом Точно серебром (...) | Le bouleau blanc Sous ma fenêtre S'est couvert de neige On dirait de l'argent. (...)— Sergueï Essénine |  |  |  |

## Divers
- Le nom local du bouleau est également à l'origine du nom du mois de mars dans plusieurs langues slaves, comme en tchèque (březen) et en ukrainien (березень) ; il s'agirait d'une évocation de la sève qui commence à circuler à cette époque[28].
- Les Amérindiens considéraient le bouleau comme un arbre sacré et utilisaient son écorce pour fabriquer des canots[3] et des parchemins.
- Enfin, si le frêne (ask) est l'arbre symbolisant les mythologies scandinaves, le bouleau (bjørk ou bjerk) est un symbole nationaliste norvégien, utilisé de nombreuses fois par les peintres romantiques. Johan Christian Dahl a pour un de ses plus célèbres tableaux, Bjerk i storm (Bouleau dans la tempête) représentant un bouleau situé sur une falaise et malmené par le vent.
- De même en Russie, le bouleau est considéré comme l'arbre national et est fêté chaque année pendant la Semaine verte de début juin.

## Liste des espèces

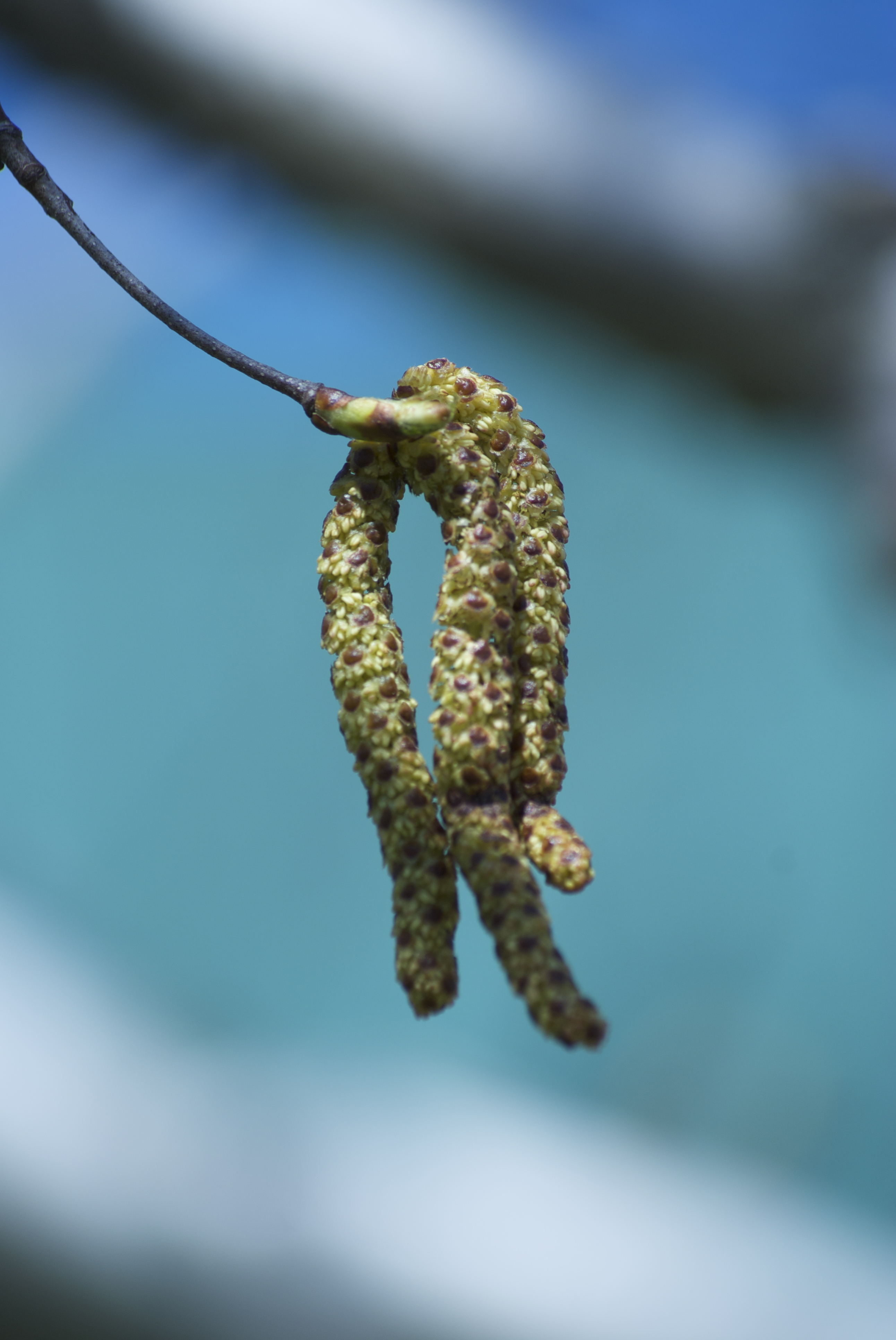
Chaton de bouleau.

### Espèces de l'Ancien Monde (paléarctique)
- Betula albosinensis Burkill – Centre et ouest de la Chine
- Betula alnoides Buch.-Ham. ex D. Don – Himalaya
- Betula apoiensis Nakai – Japon
- Betula chinensis Maxim. – Chine
- Betula corylifolia Regel & Maxim. – Japon
- Betula costata Trautv. – Bouleau de Mandchourie - Nord-est de l’Asie
- Betula cylindrostachya Lindl. ex Wall. – Asie centrale
- Betula davurica Pall. – Nord-est de l’Asie et Japon
- Betula divaricata Ledeb. – Nord de l’Asie
- Betula ermanii Cham. – Nord-est de l’Asie et Japon
- Betula forrestii (W. W. Sm.) Hand.-Mazz. – Asie centrale
- Betula fruticosa Pall. – Nord de l’Asie
- Betula globispica Shirai – Japon
- Betula gmelinii Bunge  – Nord de l’Asie
- Betula grossa Siebold & Zucc. –Japon
- Betula humilis Schrank – Régions arctiques du nord-est de l’Europe et d’Asie
- Betula insignis Franch. – Chine
- Betula kirghisorum Sav.-Rycz. – Caucase
- Betula lanata (Regel) Vassilcz. – Sibérie
- Betula litwinowii Doluch. – Caucase et Asie Mineure
- Betula luminifera H.J.P.Winkl. – Ouest de la Chine
- Betula maximowicziana Regel – Japon
- Betula medwediewii Regel – Transcaucasie
- Betula nana L. – Régions arctiques de l’Ancien Monde, jusqu’au nord-ouest du Canada
- Betula ovalifolia Rupr. – Asie centrale et orientale
- Betula pendula Roth – Ancien monde
- Betula platyphylla Sukaczev — lui aussi appelé Bouleau de Mandchourie – Sibérie
- Betula potaninii Batalin – Chine
- Betula procurva Litv. – Turkestan
- Betula pubescens Ehrh. – Nord de l’Ancien Monde, Groenland, jusqu’au nord-est du continent américain
- Betula raddeana Trautv. – Daghestan
- Betula saposhnikovii Sukaczev – Turkestan
- Betula schmidtii Regel – Mandchourie
- Betula schugnanica (B. Fedtsch.) Litv. – Tadjikistan
- Betula tianschanica Rupr. – Asie centrale
- Betula tristis Wormsk. ex Link – Kamtchatka
- Betula turkestanica Litv. – Turkestan
- Betula utilis D. Don – Himalaya
- Betula szaferi Jent.-Szaf. ex Stasz. - Pologne

### Espèces du Nouveau Monde (néarctique)
- Betula alleghaniensis Britton – Est du Canada et des États-Unis
- Betula papyrifera var. cordifolia (Regel) Regel – Amérique du Nord
- Betula glandulosa Michx. – Amérique du Nord
- Betula kenaica W. H. Evans – Alaska
- Betula lenta L. – Est du Canada et des États-Unis
- Betula michauxii Spach – Amérique du Nord
- Betula murrayana B.V. Barnes & Dancik – Nord-est des États-Unis
- Betula neoalaskana Sarg. – Alaska et nord du Canada
- Betula nigra L. – Est des États-Unis
- Betula occidentalis Hook. – Ouest du continent américain
- Betula papyrifera Marshall – Nord du continent américain
- Betula populifolia Marshall – Nord du continent américain
- Betula pumila L. – Amérique du Nord
- Betula uber (Ashe) Fernald – Endémique de Virginie

## Les espèces européennes

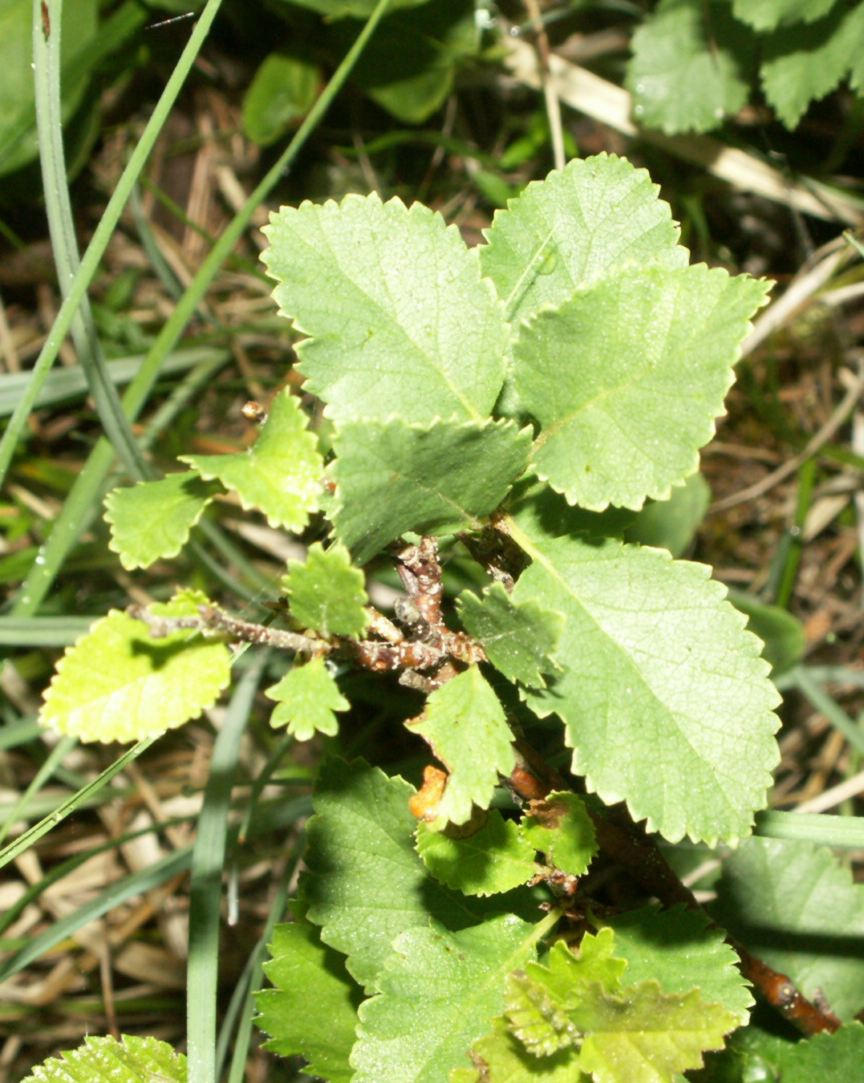
Betula humilis, une espèce relique glaciaire en Europe centrale et orientale.

Le bouleau, comme tous végétal, a différentes espèces, nous allons dans cette partie parler des espèces européennes qui sont donc, comme le nom l'indique, originaire de l'europe, certaine caractéristique du nord, d'autres du sud. 

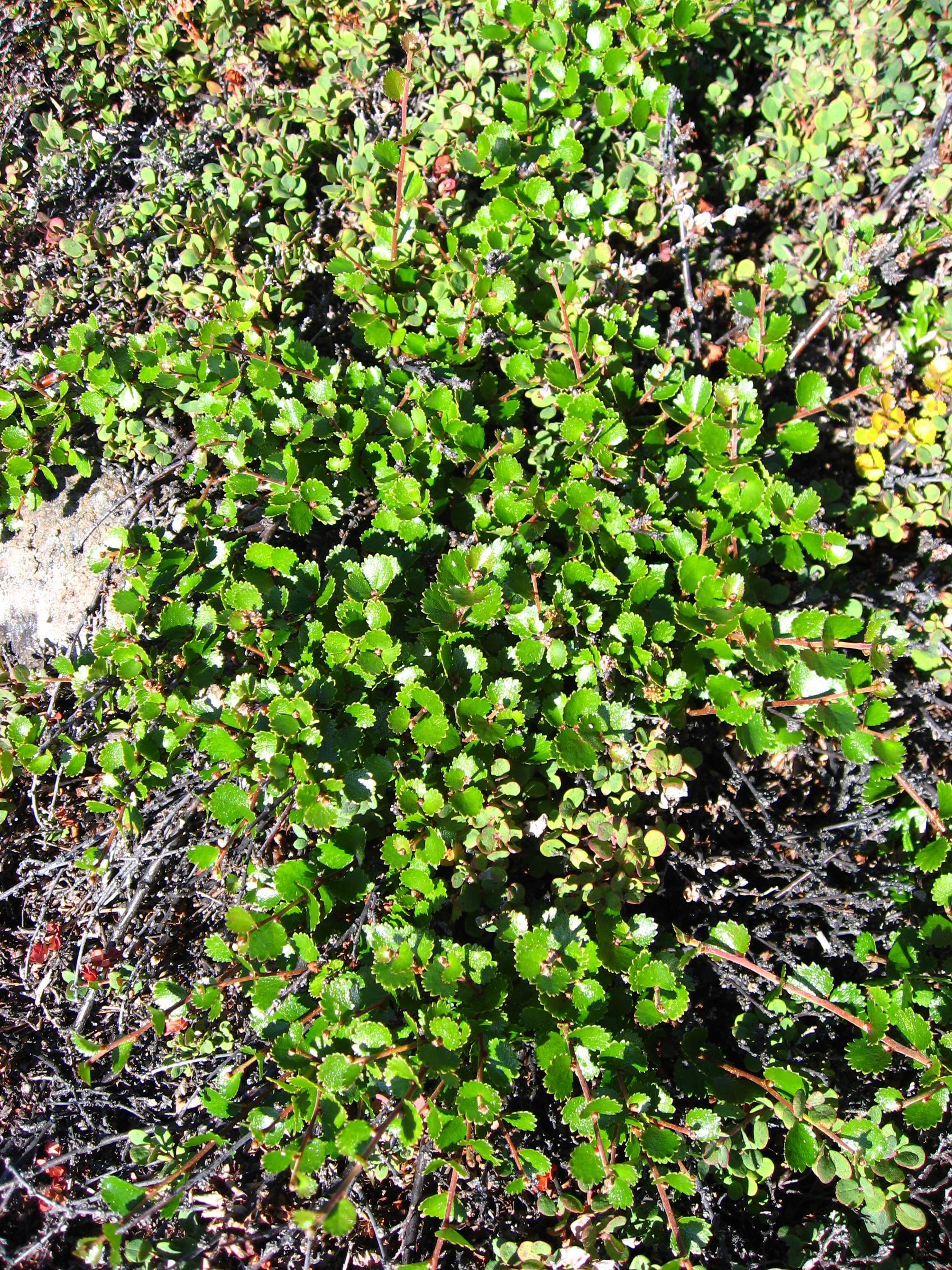
Betula nana, une espèce caractéristique de la toundra et des montagnes du Nord de l'Europe.

Tous d'abord, il y a le Bouleau verruqueux (Betula pendula Roth., syn. B. verrucosa Ehrh.), qui est répandu dans presque toute l’Europe, mais il est assez rare dans le sud. C'est un arbre à croissance rapide (12 m en 20 ans) pouvant atteindre 25 m de hauteur. Il se caractérise par ses rameaux retombants glabres, par ses verrues résinifères, et ses feuilles triangulaires doublement dentées. Le bouleau verruqueux a une écorce blanche, lisse et brillante avec quelques taches noires, souvent accompagnées de crevasses. C'est une espèce pionnière sur sol riche ou calcaire, parfois très sec (dunes).Var. lapponica Lindq. se rencontre dans les régions arctiques.
Il y a ensuite le Bouleau pubescent (Betula pubescens Ehrh., syn. B. alba L.), celui-ci est également répandu dans presque toute l’Europe, mais il est cette fois-ci rare dans la région méditerranéenne et dans le sud-est. Il est plus hygrophile que le bouleau verruqueux, il pousse dans les forêts humides et dans les tourbières. C'est un arbre au port élancé à croissance plus lente (10 m en 20 ans). Sa hauteur en général est de 10 à 15 m, parfois 20 m. Il a contrairement au bouleau verruqueux des rameaux lisses et pubescents et des feuilles en losange, pubescentes à leur face inférieure. Le bouleau pubescent a une écorce d’un blanc plus mat, parfois rosé, avec souvent des bandes ou des lignes horizontales grisâtres, mais sans taches noires ni crevasses. Voila quelques espèces de bouleau pubescent, il y a le subsp. pubescens qui est fréquent surtout en plaine jusqu’à environ 70° N. en Finlande et en Russie, il y a également le subsp. carpatica ((Willd.) Asch. & Graebn),qui est lui présent en Europe arctique et en montagne d’Europe moyenne, des Pyrénées aux Carpates. Ensuite, il y a le subsp. celtiberica ((Rothm. & Vasc.) Rivas Mart.), qui est lui endémique des montagnes du nord et du centre de l’Espagne et du nord du Portugal. Et enfin, il y a le subsp. tortuosa (Ledeb.) Nyman qui est present en europe arctique, en montagnes de Scandinavie et en Islande.
Nous avons ensuite le Bouleau nain (Betula nana L.) qui est répandu de l'Europe arctique jusqu’en Russie centrale. C'est un arbuste nain à port souvent prostré, atteignant 50 cm, parfois 1 m, à minuscules feuilles rondes et dentées (1 cm), devenant jaune or en automne. C'est une espèces caractéristique de la zone des arbrisseaux des montagnes du nord de l’Europe.
Enfin, en dernière espèces européenne nous avons le Bouleau peu élevé (Betula humilis L.), originaire du Nord de la Russie, relique glaciaire dans le centre et l’est de l’Europe, du nord de l’Allemagne au nord-est de la Suisse et au centre de la Roumanie,. C'est une espèce arbustive de 50 cm à 2 m, à rameaux pubescents glanduleux et possédant des feuilles ovales dentées de 2 à 3 cm.

### Hybrides
Là où plusieurs espèces croissent ensemble, on peut rencontrer les hybrides suivants :
- Betula × aurata Borkh. (Syn. Betula × obscura Kotula), un hybride entre Betula pendula et Betula pubescens
- Betula humilis × Betula nana
- Betula nana × Betula pendula
- Betula nana × Betula pubescens

## Quelques espèces d’autres régions

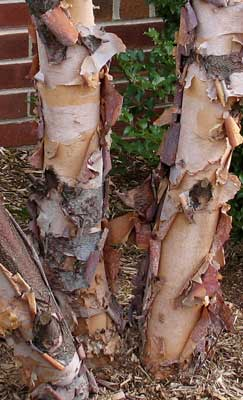
Troncs de Betula nigra dont l'écorce s'exfolie en lamelles papyracées.

Il n'y a pas seulement des espèces de bouleau en Europe, il y en a dans le monde entier, nous allons en voir quelques unes.
Il y a déjà le Bouleau jaune, (Betula alleghaniensis Britton), il est de l’Amérique du Nord. C'est un arbre au tronc droit long à couleur de miel ou brun clair, à branches fortes à faible défilement. Ce bouleau à croissance lente (4,5 m en 20 ans) atteint 19 à 25 m, parfois 30 m de hauteur. Les rameaux et l’écorce ont une odeur aromatique. Le bouleau jaune est l'arbre-emblème officiel du Québec (Canada).
Il y a ensuite le Bouleau flexible, (Betula lenta L.), qui est également de l’Amérique du Nord. C'est un arbre à écorce brun foncé pouvant atteindre 25 m. Comme le précédent, les rameaux et l’écorce ont une odeur aromatique.
Puis il y a le Bouleau noir, (Betula nigra L.), fréquent dans l'est des États-Unis. C'est une espèce décorative par son écorce brun foncé, rugueuse, qui s’exfolie en lamelles papyracées. Ce bouleau à cime ovoïde souvent à plusieurs troncs, peut s’élever jusqu’à 30 m.
Il y a aussi le Bouleau à papier, (Betula papyrifera Marshall), également de l'Amérique du Nord. Il possède un tronc sinueux et a la cime ovale et étroite. L'écorce blanche souvent à plages rosées se détache en larges bandes, d'où son nom. À croissance rapide, ce bouleau peut atteindre 30, voire 40 m.
Et enfin, il y a le Bouleau de l'Himalaya, (Betula utilis D. Don), originaire de l’Himalaya comme son nom l'indique.
- Var. jacquemontii (Spach) H. J. P. Winkl. : plus rustique, souvent cultivée pour l’ornement. Cette variété, qui atteint 12 à 15 m, a dès sa jeunesse une écorce très blanche sans taches noires ni crevasses.

## Galerie

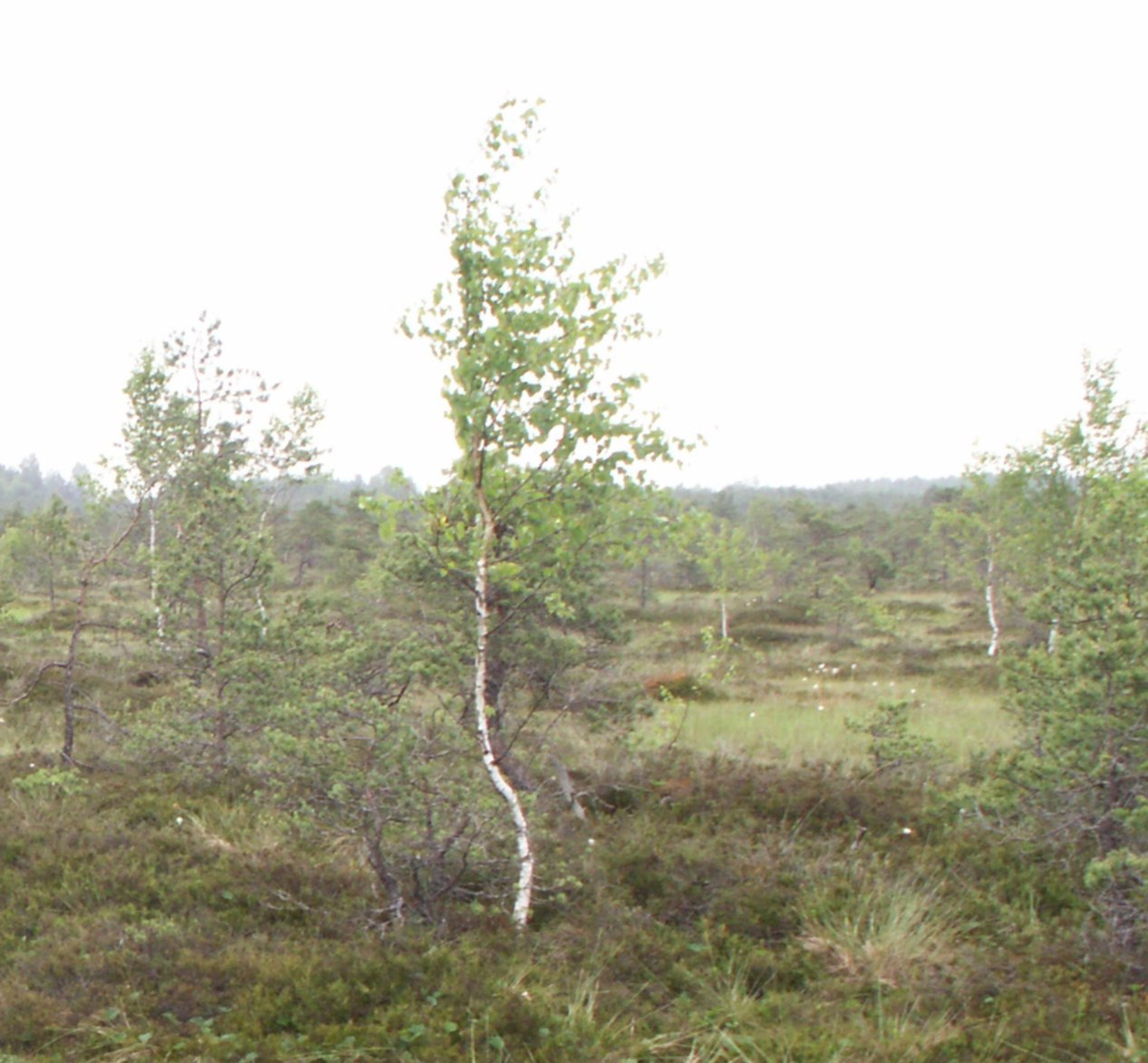
Betula pubescens, dans une tourbière.
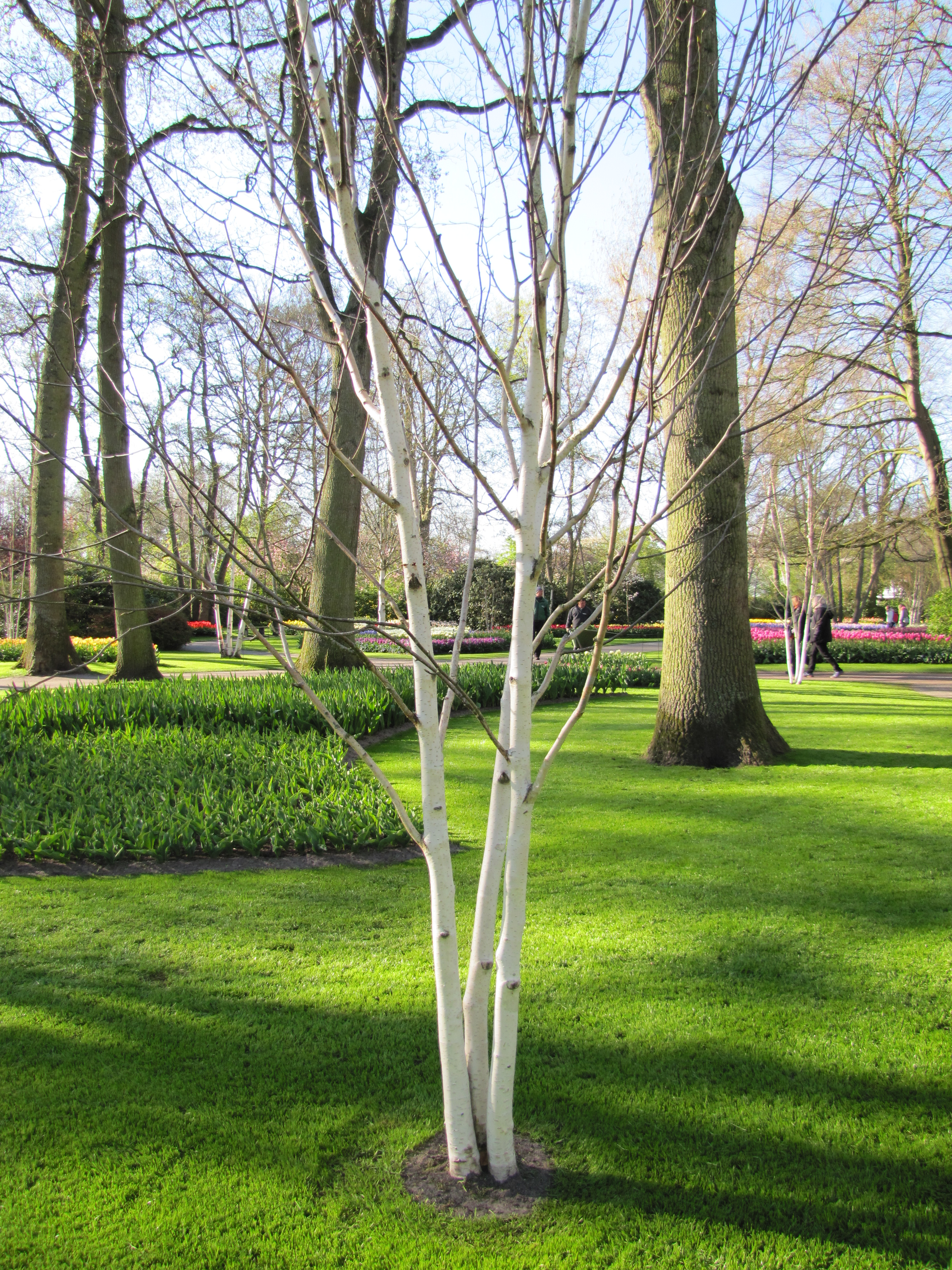
Betula utilis subsp. jacquemontii. Jardin de Keukenhof, Lisse (Hollande-Méridionale, Pays-Bas).
Écorce de bouleau.
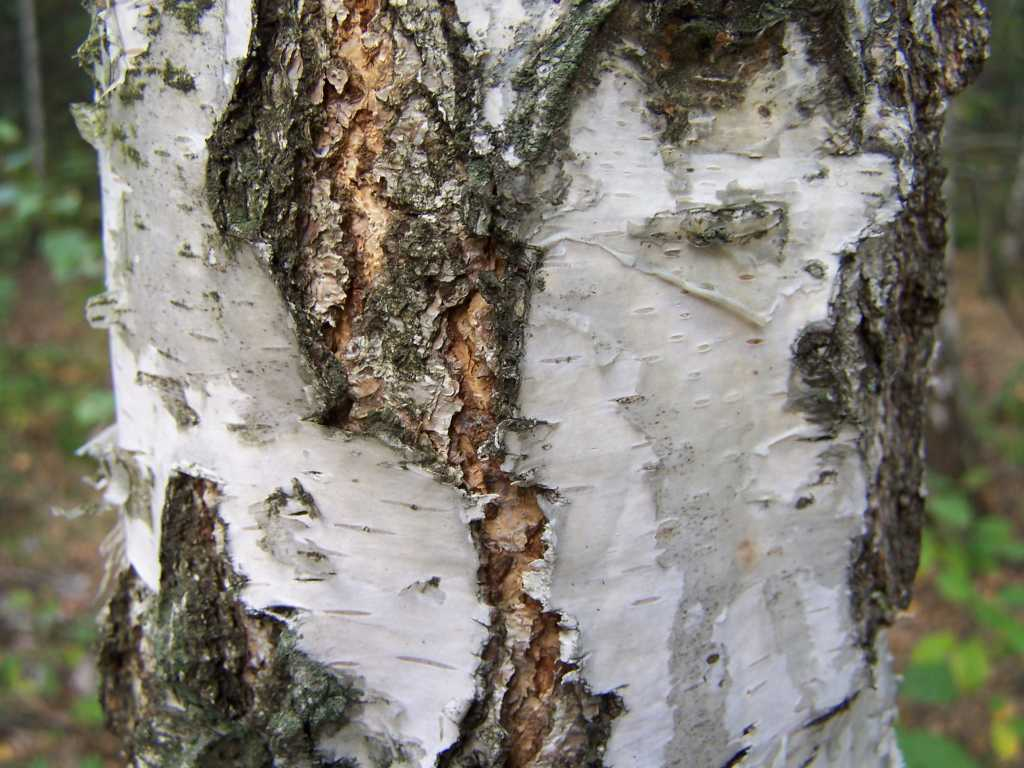
Aspect de l'écorce de Betula pendula, à la base du tronc.
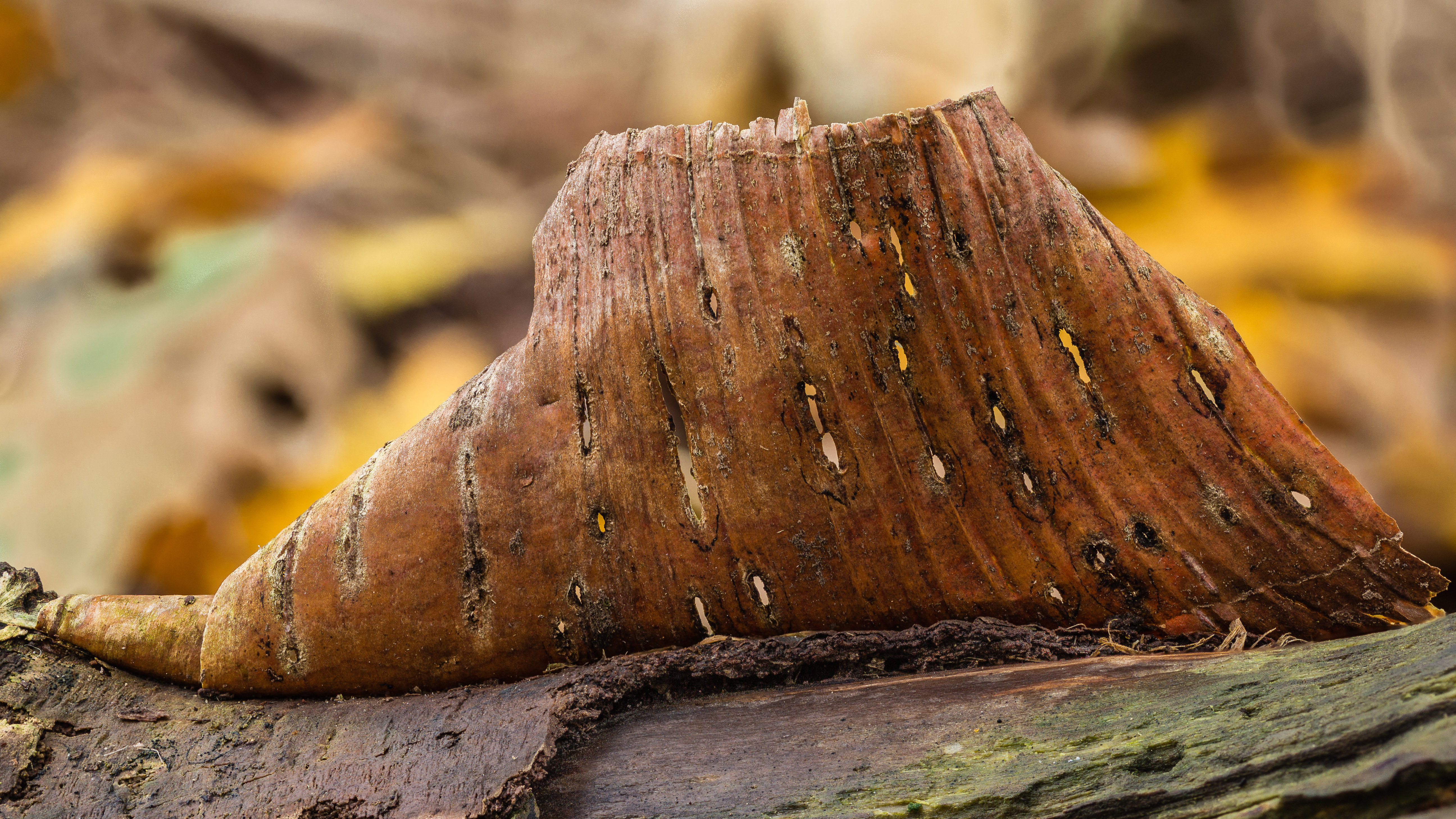
Écorce d'un bouleau mort.
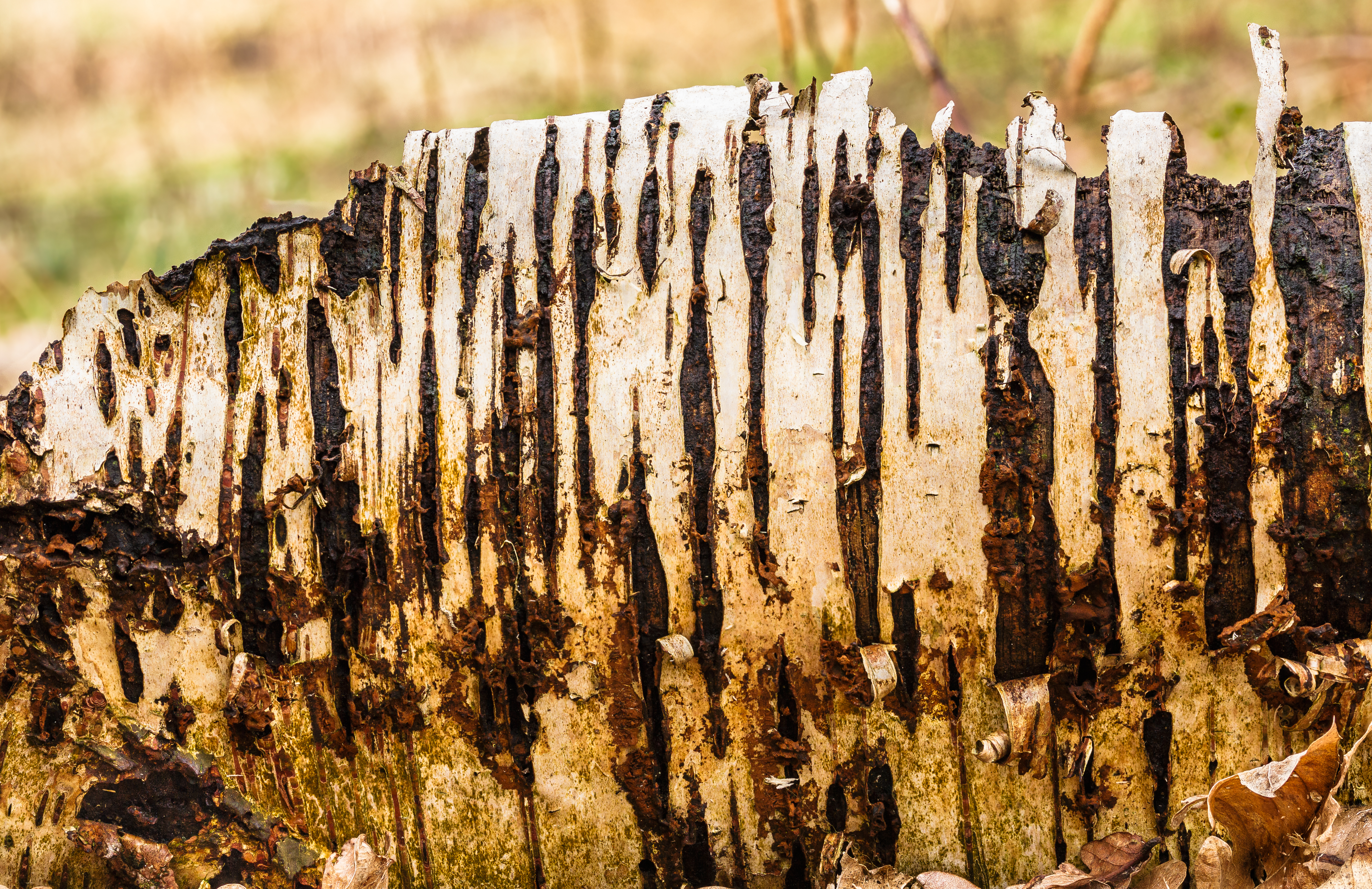
Tronc couché d'un bouleau, en décomposition totale.

## Symbolique

### Présage
- Si le bouleau verdit avant l'aulne alors l'été sera sec, si c'est l'aulne qui devance le bouleau alors la saison sera humide[31].